# René Clair
Pour les articles homonymes, voir Clair et Chomette.
René Chomette, dit René Clair, est un cinéaste, réalisateur, scénariste, parolier et écrivain français, né le 11 novembre 1898 à Paris Ier et mort le 15 mars 1981 à Neuilly-sur-Seine. Il utilise également d'autres pseudonymes, au début de sa vie : René Després comme journaliste et Danceny comme parolier. René Clair a pour frère un autre cinéaste, Henri Chomette.
Il est membre de l'Académie française de 1960 jusqu'à sa mort, occupant le fauteuil 19.

## Biographie
Fils d'un savonnier, René Lucien Chomette grandit dans le quartier des Halles à Paris. Il est élève au lycée Montaigne, puis au lycée Louis-le-Grand, où il se lie d'amitié avec Jacques Rigaut. En 1917, il est mobilisé comme ambulancier. En 1918, il devient journaliste à L'Intransigeant sous le pseudonyme de René Després. Il écrit par ailleurs des paroles pour la chanteuse Damia, sous le pseudonyme de Danceny.
Il obtient ensuite des rôles dans divers films : Le Lys de la vie pour Loïe Fuller, Le Sens de la mort, L'Orpheline, Parisette et choisit pour cette occasion le pseudonyme de René Clair. Il devient directeur du supplément cinéma de la revue Théâtre et Comœdia illustré.
En 1922, il s'essaie à la réalisation en devenant l'assistant de Jacques de Baroncelli sur deux films. Cette même année, il commence la rédaction du scénario du Rayon diabolique qu'il tourne en 1923 et qui sort en 1925 sous le titre Paris qui dort.
Le ballet Relâche, dont Francis Picabia a écrit le livret, doit être monté entretemps au Théâtre des Champs-Élysées dont le directeur, Jacques Hébertot, est également celui de Théâtre et Comœdia illustré. Picabia souhaite qu'on projette un film à l'entracte. C'est René Clair qui est choisi pour le réaliser. Le film d'inspiration dadaïste Entr'acte, auquel participent également Marcel Duchamp et Man Ray, fait scandale et assure la notoriété de Clair.

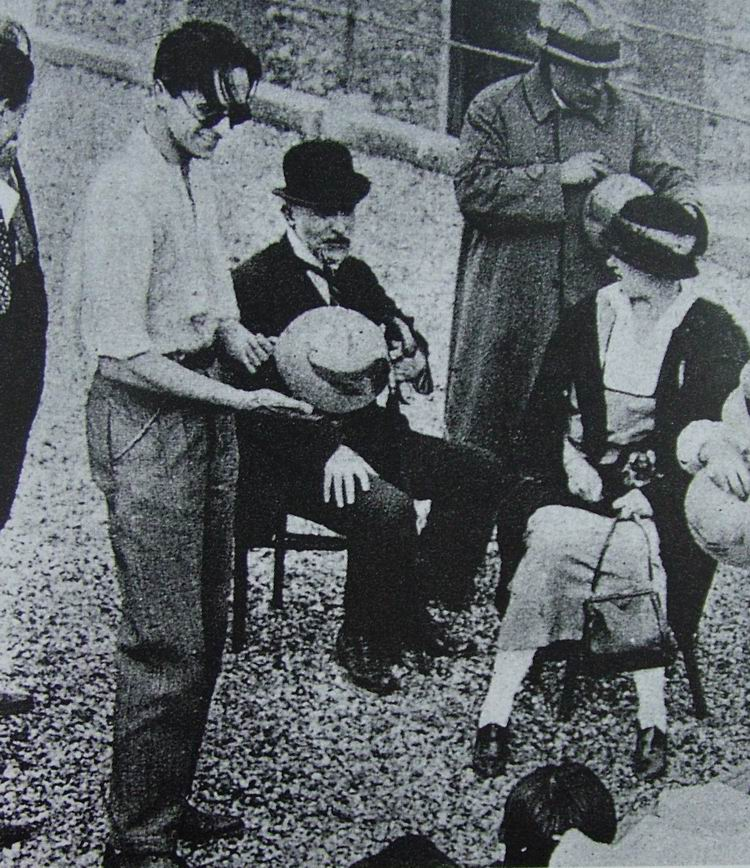
En octobre 1924, René Clair (debout, à gauche) et Erik Satie (assis), mettant en scène le court-métrage Entr'acte, son tout premier film

Il enchaîne divers films avec un goût prononcé pour un certain fantastique (Paris qui dort, Le Fantôme du Moulin-Rouge et Le Voyage imaginaire qui imposent Albert Préjean, La Proie du vent avec Charles Vanel et Jean Murat) et la comédie (Un chapeau de paille d'Italie et Les Deux Timides, d'après Eugène Labiche), tout en s'adonnant à l'écriture : Adams sort chez Grasset en 1926. En 1929, il participe à l'écriture du scénario de Prix de beauté, qu'il devait, initialement, également réaliser, mais qui sera tourné par Augusto Genina, avec Louise Brooks dans le rôle principal.
C'est avec son premier film parlant, Sous les toits de Paris (1930), qu'il acquiert une réputation internationale avec des admirateurs prestigieux (dont Chaplin et Eisenstein), et fixe une certaine image de Paris. Le succès se confirme avec Le Million (1931) et À nous la liberté (1931), satire utopiste de la société industrielle. En 1936, sort Les Temps modernes de Chaplin. La Tobis, société allemande qui produisit À nous la liberté, et qui entretemps (1935) était passée sous le contrôle de Goebbels, décide d'attaquer Chaplin pour plagiat et contrefaçon. Clair s'oppose à cette action, considérant le film de Chaplin, qu'il admire, comme un hommage indirect au sien. La Tobis continuera à poursuivre Chaplin.

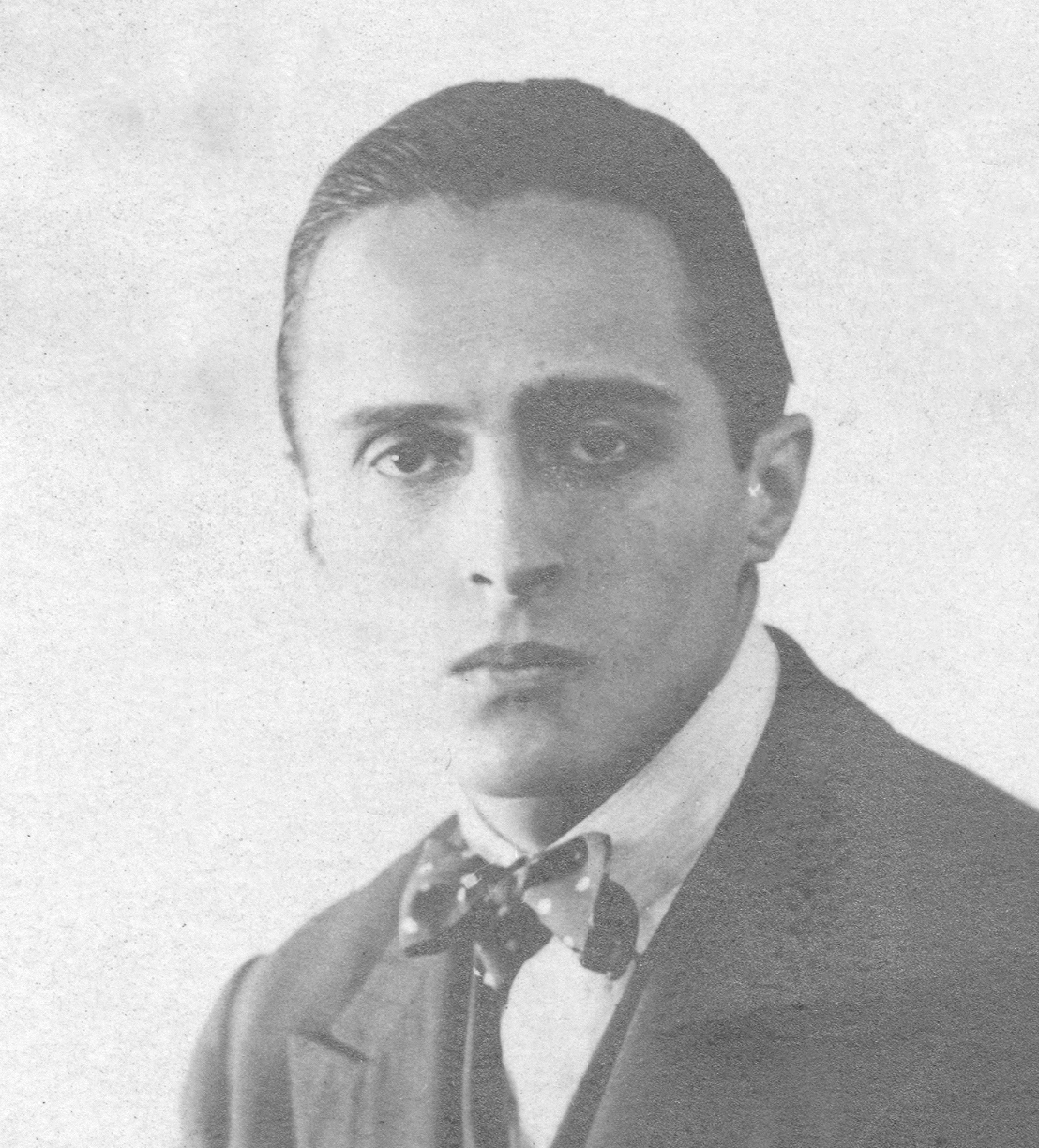
René Clair en 1930. Photo d'identité (Sacem)

Après l'échec du Dernier Milliardaire (1934), évocation satirique de la crise de 1929, René Clair accepte l'offre qui lui est faite d'aller travailler à Londres. Il y renoue brièvement avec le succès public pour Fantôme à vendre en 1935, mais son film suivant, Fausses Nouvelles (1937), remake anglais du film français Le Mort en fuite, sorti l'année précédente, déçoit.
De retour en France fin 1938, il commence à tourner « Air pur » en juillet 1939. Le tournage est interrompu par l'ordre de mobilisation de septembre qui envoie à la guerre divers membres de l'équipe de tournage et le film reste inachevé. Fin juin 1940, René Clair quitte la France avec femme et enfant, gagne l'Espagne puis le Portugal, et s'embarque pour New York. Le gouvernement de Vichy le déchoit de la nationalité française puis, quelque temps après, annule cette décision.
René Clair est bien accueilli à Hollywood, où il tourne quatre films : les comédies fantaisistes La Belle Ensorceleuse (1940), Ma femme est une sorcière (1942), et C'est arrivé demain (1943), ainsi que Dix Petits Indiens (1945), première adaptation au cinéma des Dix Petits Nègres d'Agatha Christie.
Clair rentre en France en 1946 et tourne Le silence est d'or (1947) évocation amusée de l'époque du cinéma muet. Premier film français de Clair depuis le projet avorté de Air pur, Le silence est d'or marque aussi le retour au cinéma de Maurice Chevalier après une absence de sept ans. Clair signe ensuite un de ses films les plus célèbres, La Beauté du diable (1949), où il revisite le mythe de Faust et dirige Gérard Philipe pour la première fois. Gérard Philipe est aussi la vedette de son film suivant, la comédie fantaisiste Les Belles de nuit (1952).

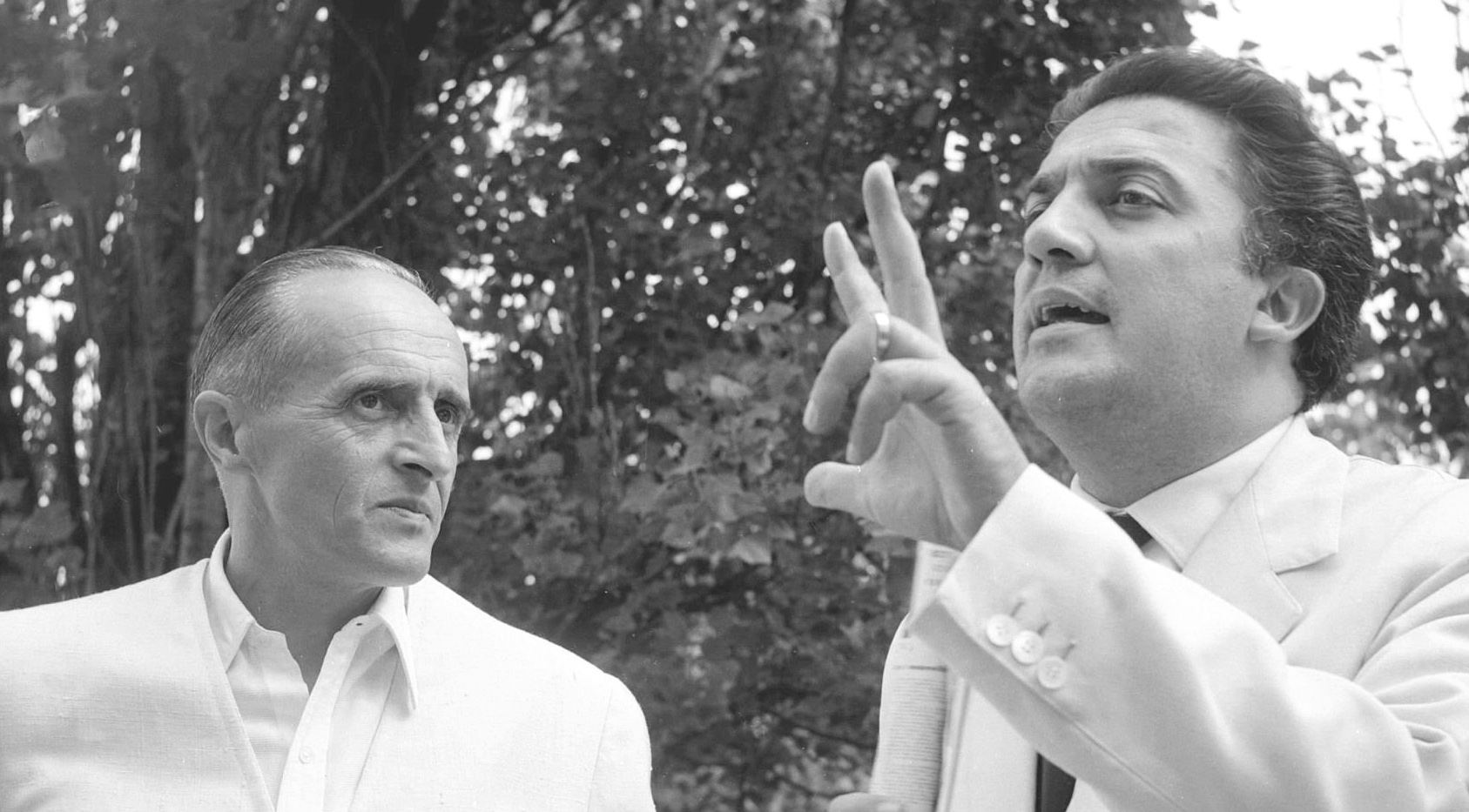
Reconnu par ses pairs comme ici aux côtés de Federico Fellini (à droite), lors du Festival Mostra de Venise 1955.

En 1955, sort son premier film en couleurs, Les Grandes Manœuvres, qui obtient le Prix Louis-Delluc. Outre Gérard Philipe, on retrouve dans ce film Michèle Morgan et une Brigitte Bardot débutante. Clair porte ensuite à l'écran (1957) un roman de René Fallet, La Grande ceinture, transformé en Porte des Lilas. On peut y voir Georges Brassens dans sa seule apparition au cinéma, tenant le rôle d'un chanteur qui lui ressemble. La même année, Clair est élu « Satrape » du Collège de Pataphysique.
En 1960, il est élu à l'Académie française : c'est la seconde fois qu'un cinéaste en tant que tel y fait son entrée, (le premier étant Marcel Pagnol en 1946). Au même moment, la Nouvelle Vague bouleverse les règles d'un cinéma de studios dont il était devenu le représentant le plus prestigieux (célébré par les grands critiques de sa génération, de Georges Sadoul à André Bazin).
Il alterne ensuite la participation à des films à sketches (La Française et l'Amour en 1960 et Les Quatre Vérités en 1962), et à des longs métrages : Tout l'or du monde (1961) avec Bourvil, puis son dernier film Les Fêtes galantes qui sort en 1965.
René Clair se consacre ensuite à l'écriture et à la mise en scène théâtrale. Il remonte, entre autres, Relâche de Francis Picabia en 1970, et touche à l'opéra avec Orphée et Eurydice en 1973, présenté à l'Opéra de Paris.
En 1974, il est président du jury du Festival de Cannes. Il crée la pièce La Catin aux lèvres douces au Théâtre de l'Odéon (publiée en 1971 sous le titre L’Étrange Ouvrage des cieux) et s'intéresse à la bande dessinée pour le compte de l'Académie française (Séance publique annuelle des Cinq académies, octobre 1974).

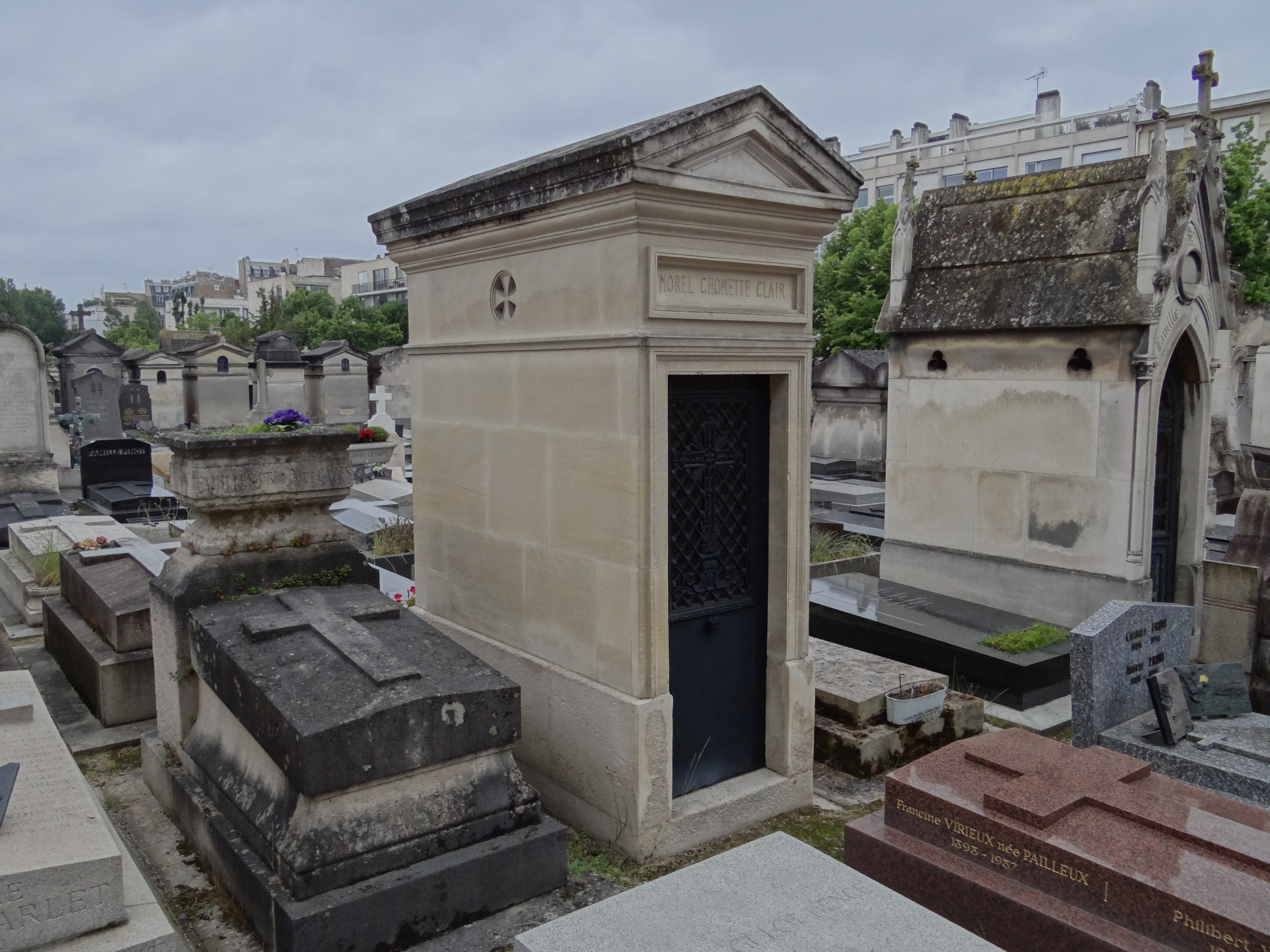
La chapelle funéraire de la famille de René Clair au cimetière ancien de Neuilly-sur-Seine (Hauts-de-Seine).

Il meurt le 15 mars 1981 et est inhumé au cimetière ancien de Neuilly-sur-Seine. Son épouse, Bronia, est décédée en 2004. Dans cette commune, il vivait 11 bis avenue de Madrid, où une plaque commémorative lui rend hommage.

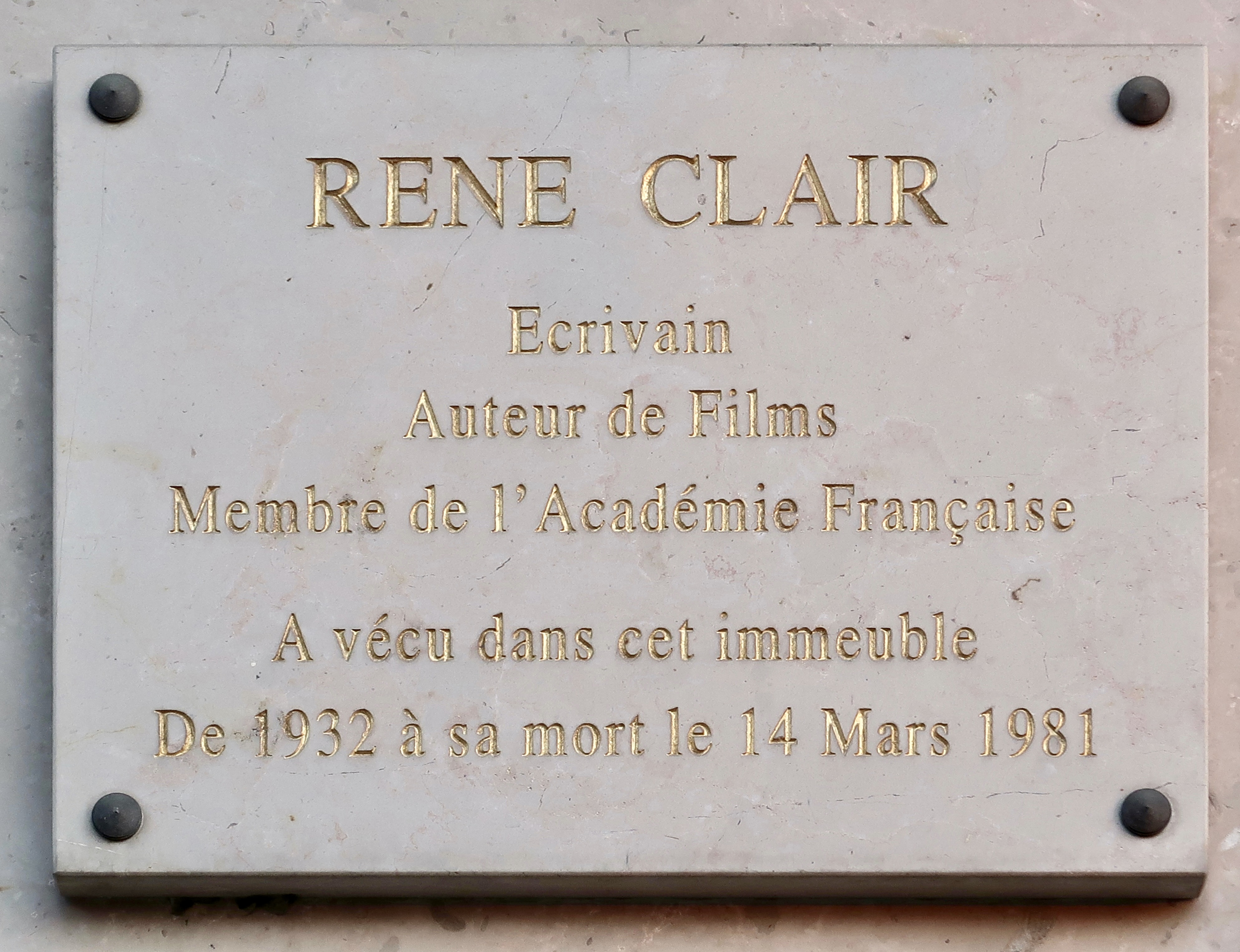
Plaque 11 bis avenue de Madrid à Neuilly-sur-Seine, où il vécut de 1932 à sa mort.

## Filmographie

### Comme réalisateur

#### Films muets
- 1924 : Entr'acte (court métrage)
- 1925 : Paris qui dort (version originale, long métrage)
- 1925 : Le Fantôme du Moulin-Rouge
- 1926 : Le Voyage imaginaire
- 1927 : La Proie du vent
- 1928 : La Tour (court métrage)
- 1928 : Un chapeau de paille d'Italie
- 1929 : Les Deux Timides

#### Première période française
- 1930 : Sous les toits de Paris
- 1931 : Le Million
- 1931 : À nous la liberté
- 1933 : Quatorze juillet
- 1934 : Le Dernier Milliardaire

#### Période anglaise et américaine
- 1935 : Fantôme à vendre (The Ghost Goes West)
- 1938 : Fausses Nouvelles (Break the News)
- 1941 : La Belle Ensorceleuse (The Flame of New Orleans)
- 1942 : Ma femme est une sorcière (I Married a Witch)
- 1943 : Et la vie recommence (Forever and a Day) (séquence 1897, 13 minutes)
- 1944 : C'est arrivé demain (It Happened Tomorrow)
- 1945 : Dix Petits Indiens (And Then There Were None)

#### Retour en France: période "Comédies et commentaires"
- 1947 : Le silence est d'or
- 1950 : La Beauté du diable
- 1952 : Les Belles de nuit
- 1955 : Les Grandes Manœuvres
- 1957 : Porte des Lilas

#### Dernière période
- 1960 : La Française et l'Amour (film collectif, sketch "Le Mariage", 13 minutes)
- 1961 : Tout l'or du monde
- 1962 : Les Quatre Vérités (film collectif, sketch "Les Deux Pigeons", 20 minutes)
- 1965 : Les Fêtes galantes
- 1971 : Paris qui dort (version révisée, court métrage)

### Comme acteur
- 1920 : Le Lys de la vie de Loïe Fuller et Gabrielle Sorère : Prince
- 1921 : Parisette de Louis Feuillade : Jean Vernier
- 1921 : L'Orpheline de Louis Feuillade : Pierre Moral
- 1922 : Le Sens de la mort de Yakov Protazanov
- 1963 : En compagnie de Max Linder de Maud Linder : le narrateur

### Autres participations (cinéma ou télévision)
René Clair écrivit tout ou partie du scénario de ses propres films. Sont donc présentées ici ses autres participations.
- 1930 : Prix de beauté d'Augusto Genina (scénario original)
- 1931 : A Severa de José Leitão de Barros (scénario, en collaboration avec Jacques-Bernard Brunius)
- 1957 : La Grande époque (en) (The Golden Age of Comedy) de  Robert Youngson (documentaire)
- 1972 : Ferraille et chiffons, d'après Born Yesterday (en) de Garson Kanin, texte écrit avec la collaboration de Bronia Clair, pour l'émission Au théâtre ce soir, mise en scène de Pierre Mondy, réalisation de Pierre Sabbagh[4]

## Théâtre

### Adaptation
- 1948 : Voyage à Washington de Garson Kanin, mise en scène Henri Bernstein, Théâtre des Ambassadeurs[5]

### Metteur en scène
- 1959 : On ne badine pas avec l'amour d'Alfred de Musset, TNP Théâtre de Chaillot

## Œuvres écrites

### Romans et nouvelles
- L'Île des monstres, Paris, Mercure de France, 1920[6]
- Adams, Paris, Grasset, 1926
- De fil en aiguille, journal Combat, 1947
- La Princesse de Chine, suivi de De fil en aiguille (reprise du texte publié dans le journal Combat), Paris, Grasset, 1951 Lazare Iglésis adapta De fil en aiguille pour la télévision française en 1960.
- "D'une ville à l'autre", nouvelle parue dans Les Œuvres libres, n° 208, Librairie Arthème Fayard, 1963 Reprise dans l'ouvrage suivant Jeux du hasard en 1976 sous le titre "Le Beau Rôle".
- Jeux du hasard, Paris, Gallimard, 1976.

### Théâtre et scénarios
- Comédies et commentaires (Le silence est d'or, La Beauté du diable, Les Belles de nuit, Les Grandes Manœuvres, Porte des lilas), Paris, Gallimard, 1959
- Tout l'or du monde, Paris, Gallimard, 1961
- L’Étrange Ouvrage des cieux, Paris, Gallimard, coll. « Le Manteau d'Arlequin », 1971

### Critiques
- Réflexion faite, Paris, Gallimard, 1951
- Cinéma d’hier, cinéma d’aujourd’hui, Paris, Gallimard, coll. « Idées », 1970

### Autres
- Millions dans Feuilles volantes, N°7-8, 1927, supplément à la revue Cahiers d'art, Paris, p. 4.
- Une supposition, chanson folklorique, recueillie par René Clair, satrape & mise en notation moderne par Georges van Parys, Collège de ’Pataphysique, 2 clinamen LXXXV, 1958
- Gabriel Dauchot, Éditions Galerie 55, Cannes, 1959
- Discours de réception de M. René Clair à l'Académie française et réponse de M. Jacques de Lacretelle, Paris, Gallimard, 1962

## Distinctions
- 1933 : Prix Kinema Junpo du meilleur film étranger pour À nous la liberté
- 1935 : second Prix du Festival international du film de Moscou pour Le Dernier Milliardaire
- 1936 : Prix Kinema Junpo du meilleur film étranger pour Le Dernier Milliardaire
- 1946 : Léopard d'or et Léopard de la meilleure réalisation pour Dix Petits Indiens
- 1947 : Grand Prix International au Festival mondial du film de Bruxelles pour Le silence est d'or
- 1947 : Léopard d'or et Léopard de la meilleure réalisation pour Le silence est d'or
- 1947 : Prix Méliès pour Le silence est d'or
- 1952 : National Board of Review Award du meilleur film étranger pour La Beauté du diable
- 1952 : Prix FIPRESCI de la Mostra de Venise pour Les Belles de nuit
- 1952 : Prix Méliès pour Les Belles de nuit
- 1952 : Grand prix du cinéma français pour Les Belles de nuit
- 1955 : Prix Louis-Delluc pour Les Grandes Manœuvres
- 1956 : Prix Méliès pour Les Grandes Manœuvres
- 1956 : David di Donatello de la meilleure production étrangère pour Les Grandes Manœuvres
- 1957 : Grand prix du cinéma français pour Porte des Lilas
- 1958 : Bodil du meilleur film européen pour Porte des Lilas

## Décorations et titres honorifiques

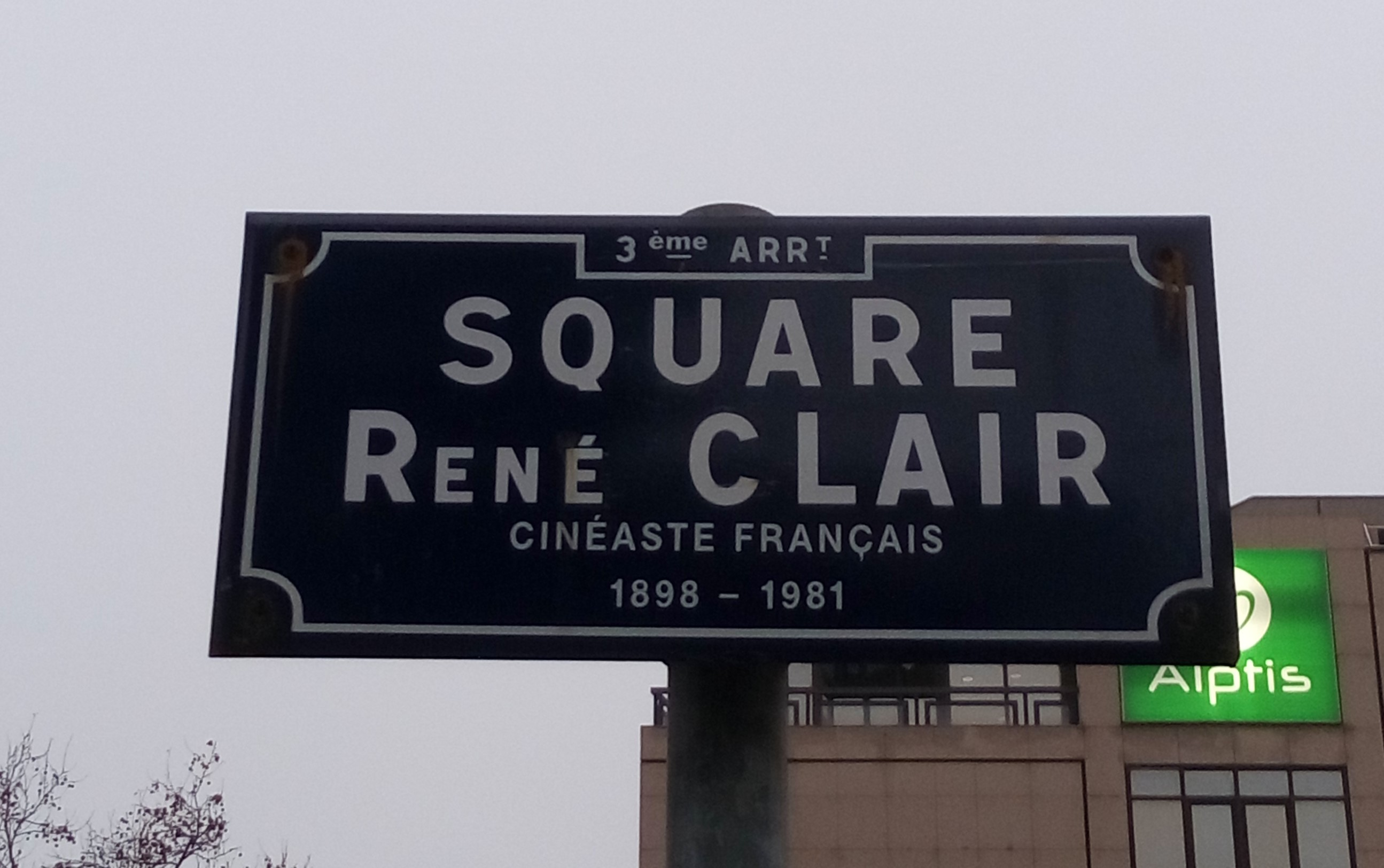
Plaque du square René-Clair à Lyon.

- Docteur honoris causa de l'Université de Cambridge (1956)
- Satrape du Collège de Pataphysique (1957) et décoré de l’ordre de la Grande Gidouille.
- Docteur honoris causa du Royal College of Art de Londres (1967)
- Grand officier de la Légion d'honneur
- Commandeur de l'ordre des Arts et des Lettres
- Grand-croix de l'ordre national du Mérite
- Récipiendaire d'une Victoire du cinéma en 1956.
- Membre de l'Académie Alphonse-Allais.

Depuis 1994 le prix René-Clair distingue un cinéaste pour l’ensemble de son œuvre.
La place René-Clair, à Épinay-sur-Seine, lui rend hommage.

### Documents et bibliographie critique
- Denise Bourdet, « René Clair », dans : Pris sur le vif, Paris, Plon, 1957.
- Barthélémy Amengual, René Clair, Paris, Seghers, coll. « Cinéma d'aujourd'hui », 1963.
- René Clair (catalogue de l'exposition du Palais de Chaillot), Paris, La Cinémathèque française, janvier-mars 1983.
- Olivier Barrot, René Clair ou Le Temps mesuré, Édition 5 Continents, coll. « Bibliothèque du cinéma », 1985.
- Pierre Billard, Le Mystère René Clair, Paris, Plon, 1998.
- Noël Herpe, « René Clair [numéro thématique] », 1895 revue d'histoire du cinéma, AFRHC, no 25,‎ 1998, p. 239 p. (lire en ligne)
- Noël Herpe (dir.) et Emmanuelle Toulet (dir.), René Clair ou le cinéma à la lettre, Paris, AFRHC, 2000.
- Noël Herpe, Le Film dans le texte : l'œuvre écrite de René Clair, Paris, Jean-Michel Place, 2001.